# Stein Grieg Halvorsen

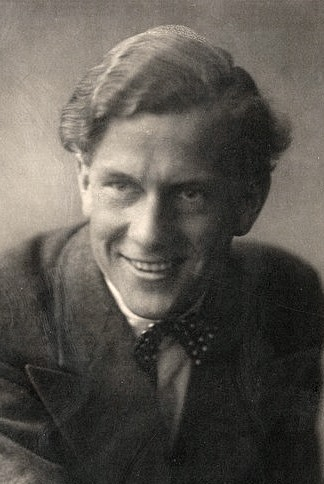
Stein Grieg Halvorsen (1935)

Stein Grieg Halvorsen, född 19 oktober 1909 i Oslo, död 11 november 2013 i Oslo, var en norsk skådespelare, son till kompositören Johan Halvorsen.
Halvorsen var under nästan hela sin teaterkarriär vid Nationaltheatret, som han tillhörde 1928–1935, 1936–1939 och från 1945. Åren 1935–1936 var han vid Den Nationale Scene. I sin omfattande repertoar som karaktärsskådespelare har han visat sitt mästerskap på nästan alla dramatikens fält: hos Shakespeare som Oberon i En midsommarnattsdröm och som Brutus i Julius Caesar; hos Ibsen som Hjalmar Ekdal i Vildanden, Haakon och Nikolas i Kongsemnerne, Ulrik Brendel i Rosmersholm och Rubek i Når vi døde vågner; hos Bjørnson Sang i Over Evne I och i titelrollen i Paul Lange og Tora Parsberg. För den sistnämnda rollen tilldelades han Kritikerprisen 1955.
Han började i utpräglat lyriska roller och älskarroller, som Taylor i Friedrich von Schillers Maria Stuart och Aksel i Helge Krogs Konkylien, men utvecklades till en realistisk människoskildrare i den moderna dramatiken, bland annat som Hoederer i Jean-Paul Sartres Smutsiga händer. Som konstnär når han kanske längst i skildringen av livets patetiska original, som den gamle människokännaren Solomon i Arthur Millers Priset och den koleriske Serebrjakov i Anton Tjechovs Onkel Vanja. Oförglömlig var hans framställning av Jack i David Storeys Home, som också har visats i Fjernsynsteatret.
Stein Grieg Halvorsen spelade också i filmer, bland annat rollen som Bjørn i Sverre Udnæs filmatisering av Ibsens Fru Inger till Östråt, se Fru Inger til Østråt.